# Don't Play (Anne-Marie, KSI e Digital Farm Animals)
Don't Play è un singolo della cantante britannica Anne-Marie, del rapper britannico KSI e del DJ britannico Digital Farm Animals, pubblicato il 15 gennaio 2021 come primo estratto dal secondo album in studio di Anne-Marie Therapy e dal secondo album in studio di KSI All Over the Place.

## Descrizione
Don't Play è stato descritto come un brano UK garage con elementi dance pop, mentre il testo fa riferimento all'angoscia e agli stati emotivi successivi alla fine di una relazione.

## Video musicale
Il video musicale, diretto da Troy Roscoe, è stato reso disponibile sul canale YouTube di KSI in contemporanea con la pubblicazione del singolo.

## Tracce
Testi e musiche di Anne-Marie Nicholson, Olajide Olatunji, Nicholas Gale, Mustafa Omer, James Murray, Andrew Murray, Richard Boardman, Pablo Bowman e Sam Gumbley.
1. Don't Play – 3:08

## Successo commerciale
Nella classifica britannica il brano ha debuttato al numero 2 dopo aver venduto 37 335 copie, segnando l'esordio più alto della settimana. Per Anne-Marie è diventata la sesta top ten in classifica e il suo piazzamento più alto come artista principale, superando 2002 che nel 2018 arrivò 3ª. Per KSI è diventata la quinta top ten mentre per Digital Farm Animals la prima.

## Classifiche

### Classifiche settimanali
| Classifica (2021) | Posizione massima |
| ----------------- | ----------------- |
| Belgio (Fiandre)  | 64                |
| Croazia           | 17                |
| Irlanda           | 9                 |
| Lituania          | 99                |
| Regno Unito       | 2                 |
| Romania           | 59                |

### Classifiche di fine anno
| Classifica (2021) | Posizione |
| ----------------- | --------- |
| Croazia           | 74        |
| Regno Unito       | 28        |